# Raimunda Royo
Raimunda Royo (Bilbao, 1900 - ?) fue una montañera bilbaína.
Raimunda Royo fue uno de los doce socios fundadores del Bilbao Alpino Club en 1924.  La alpinista bilbaína continuó en el Bilbao Alpino y no fue la única mujer. Otro miembro de la asociación, Agustina Sáez, estaba completando el concurso. Finalmente Raimunda fue la primera mujer que concluyó el concurso de Cien Cumbres desde 1914 a 1930.